# NGC 2701
NGC 2701 is een balkspiraalstelsel in het sterrenbeeld Grote Beer. Het hemelobject werd op 18 maart 1790 ontdekt door de Duits-Britse astronoom William Herschel.

## Synoniemen
- UGC 4695
- MCG 9-15-63
- ZWG 264.43
- IRAS08554+5357
- PGC 25237